# Stockholm-konventionen
Stockholm-konventionen om persistente organiske miljøgifte (Stockholm Convention on Persistent Organic Pollutants (POP's)) er en global traktat for at beskytte menneskers sundhed og miljøet mod kemikalier, som forbliver intakte i miljøet i lang tid, spredes geografisk, ophober sig i fedtvæv hos mennesker og vilde dyr, og har skadelige virkninger for menneskers sundhed eller miljøet. Eksponering for persistente organiske miljøgifte (POP) kan føre til alvorlige sundhedsmæssige effekter, herunder visse kræftformer, fødselsdefekter, dysfunktionelt immunforsvar og forplantningssystem, større modtagelighed for sygdom og endda faldet intelligens.
I betragtning af deres langtrækkende transport, kan ingen regering alene beskytte borgerne eller dets omgivelser fra POP's. Som reaktion på dette globale problem, kræver Stockholm-konventionen, som blev vedtaget i 2001 og trådte i kraft i 2004, at parterne træffer foranstaltninger til at fjerne eller reducere udslip af POP's i miljøet.
Konventionen administreres af De Forenede Nationers miljøprogram (UNEP) og er baseret i Genève, Schweiz.

## Den oprindelige liste
Oprindeligt bestod konventionens liste af 12 miljøgifte, ofte omtalt som 'The Dirty Dozen". Listen deles op i 3 grupper:
| Pesticider      | Industrielle kemikalier       | Bi-produkter                              |
| --------------- | ----------------------------- | ----------------------------------------- |
| aldrin          | Hexachlorbenzen               | Hexachlorbenzen                           |
| chlordane       | Polyklorerede bifenyler (PCB) | polychlorinatede dibenzo-p-dioxiner       |
| DDT             |                               | polychlorinated dibenzofurans (PCDD/PCDF) |
| dieldrin        |                               | Polyklorerede bifenyler (PCB)             |
| endrin          |                               |                                           |
| heptachlor      |                               |                                           |
| Hexachlorbenzen |                               |                                           |
| mirex           |                               |                                           |
| toxaphene       |                               |                                           |

## De 9 nye
På sit fjerde møde i maj 2009, på deltagerkonferencen (COP) blev det vedtaget at tilføje ni andre kemikalier som persistente organiske miljøgifte til Stockholm-konventionens liste:
| Pesticider                  | Industrielle kemikalier                                                        | Bi-produkter                |
| --------------------------- | ------------------------------------------------------------------------------ | --------------------------- |
| chlordecone                 | hexabromobiphenyl, hexabromodiphenyl ether og heptabromodiphenyl ether         | alpha hexachlorocyclohexane |
| alpha hexachlorocyclohexane | pentachlorobenzene                                                             | beta hexachlorocyclohexane  |
| beta hexachlorocyclohexane  | perfluorooctane sulfonic acid, dets salte og perfluorooctane sulfonyl fluoride | pentachlorobenzene          |
| lindane                     | tetrabromodiphenyl ether og pentabromodiphenyl ether                           |                             |
| pentachlorobenzene          |                                                                                |                             |

## Yderligere klassifikationer
Listen over de, i alt 21 kemikalier, er yderligere delt op i 3 kategorier (Annex'er):
- Annex A (Afvikling)

Parterne skal træffe foranstaltninger for at afvikle produktion og brug af kemikalier anført i Annex A. Særlige undtagelser for anvendelse eller produktion er opført i bilaget, og gælder kun for parter, der registrerer dem.
Aldrin, Chlordane, Chlordecone, Dieldrin, Endrin, Heptachlor, Hexabromobiphenyl, Hexabromodiphenyl ether og heptabromodiphenyl ether, Hexachlorobenzene (HCB), Alpha hexachlorocyclohexane, Beta hexachlorocyclohexane, Lindane, Mirex, Pentachlorobenzene, Polychlorinated biphenyls (PCB), Tetrabromodiphenyl ether og pentabromodiphenyl ether og Toxaphene
- Annex B (Begrænsning)

Parterne skal træffe foranstaltninger til at begrænse produktionen og anvendelsen af kemikalier opført i Annex B i lyset af gældende acceptable formål og / eller specifikke undtagelser opført i Annex'et.
DDT og Perfluorooctane sulfonic acid, dets salte og perfluorooctane sulfonyl fluoride 
- Annex C (Utilsigtet produktion)

Parterne skal træffe foranstaltninger for at reducere utilsigtet udslip af kemikalier opført i Annex C, med fortsat minimering som mål og, hvor det er muligt, endelig eliminering.
Polychlorinated dibenzo-p-dioxins (PCDD), Polychlorinated dibenzofurans (PCDF), Hexachlorobenzene (HCB), Pentachlorobenzene og Polychlorinated biphenyls (PCB)
Det samme kemikalier kan optræde på flere del-lister og i flere annex'er.

## Eksterne links
- POP's hjemmeside
- United Nations Environment Programme (UNEP) – officiel website